# .404 Jeffery

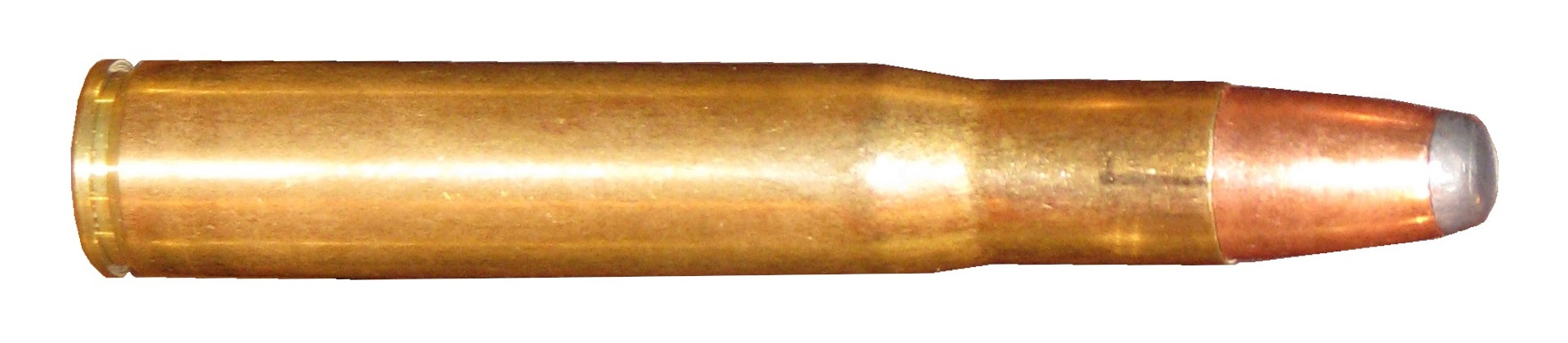
Um cartucho .404 Jeffery.

O .404 Jeffery é um cartucho de fogo central metálico de rifle projetado para caçar animais grandes e perigosos, como os "Big Five" (elefante, rinoceronte, búfalo, leão e leopardo) da África.

## Características
O cartucho é padronizado pelo C.I.P. e também é conhecido como .404 Rimless Nitro Express. Ele foi projetado em 1905 pela "gunmaker" W.J. Jeffery & Co baseado em Londres para duplicar o desempenho dos rifles .450/400 Nitro Express 3 polegadas por ação de ferrolho.
O .404 Jeffery disparava uma bala de .422 pol. (10,72 mm) de diâmetro de 300 gr (19 g) a uma velocidade da boca de 2.600 pés/s (790 m/s) e energia da boca de 4.500 pés-libras de força (6.100 N-m) ou 400 gr (26 g) com uma velocidade de saída de 2.150 pés/s (660 m/s) e 4.100 pés-libras de força (5.600 N-m) de energia. É muito eficaz em caça grande e é preferido por muitos caçadores de caça perigosa. 
O .404 Jeffery era popular entre os caçadores e guardas florestais na África por causa de seu bom desempenho com um recuo controlável. A título de comparação, os cartuchos .416 Rigby e .416 Remington Magnum disparam balas de .416 pol. (10,57 mm) de 400 gr (26 g) a 2.400 pés por segundo (730 m/s) com uma energia de boca de aproximadamente 5.000 força libras-pé (6.800 N-m). Esses cartuchos excedem o desempenho balístico do .404 Jeffery, mas ao preço de um recuo maior e, no caso do .416 Rigby, rifles que são mais caros.